# Aleksandra Zawistowska
Aleksandra Zawistowska (ur. 19 listopada 1983 w Gdyni) – polska gimnastyczka, olimpijka z Aten 2004.
Uczestnika mistrzostw świata w:
- 1999 roku zajęła 9. miejsce w wieloboju drużynowym[1]
- 2002 roku zajęła 11. miejsce w wieloboju drużynowym[1]
- 2003 roku - w konkurencji drużynowej zajęła 10. miejsce[1].

Uczestniczka mistrzostw Europy w:
- 2000, gdzie zajęła 25. miejsce w wieloboju indywidualnym[1]
- 2001 zajęła 9. miejsce w wieloboju drużynowym[1]
- 2003 zajęła 10. miejsce w wieloboju drużynowym[1]

Na igrzyskach olimpijskich w roku 2004 wystąpiła w wieloboju drużynowym zajmując 10. miejsce.
W grudniu 2006 roku zakończyła karierę zawodniczą.